# Cantó de Nantes-7
El cantó de Nantes-7 (bretó Kanton Naoned-7) és una divisió administrativa francesa situat al departament de Loira Atlàntic a la regió de Loira Atlàntic, però que històricament ha format part de Bretanya.

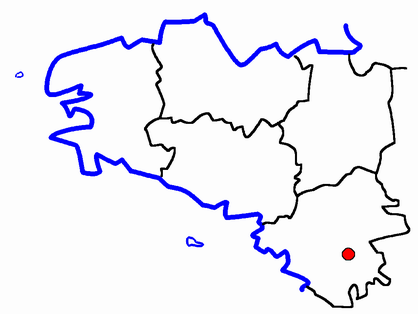
Situació del cantó

## Composició
El cantó aplega el quartier de Breil-Barberie de la comuna de Nantes.

## Història
| Data d'elecció                           | Identitat       | Partit | Qualitat |
| ---------------------------------------- | --------------- | ------ | -------- |
| 1979-1992                                | Pierre Marchi   | PS     |          |
| 1992-2001                                | Patrick Rimbert | PS     |          |
| 2001-2004                                | Denis Liquet    | PS     |          |
| 2004-                                    | Pascal Bolo     | PS     |          |
| les dades anteriors no són pas conegudes |                 |        |          |
|                                          |                 |        |          |